# Lone Rock (Washington)
Lone Rock az Amerikai Egyesült Államok északnyugati részén, Washington állam Kitsap megyéjében elhelyezkedő önkormányzat nélküli település.
A Lone Rock és Seabeck települések közti határvonalat a Kis-Beef-patak jelzi.

## Fordítás
Ez a szócikk részben vagy egészben  a   Lone Rock, Washington című angol Wikipédia-szócikk ezen változatának fordításán alapul.  Az eredeti cikk szerkesztőit annak laptörténete sorolja fel. Ez a jelzés csupán a megfogalmazás eredetét és a szerzői jogokat jelzi, nem szolgál a cikkben szereplő információk forrásmegjelöléseként.